# Endlager Morsleben
Das Endlager für radioaktive Abfälle Morsleben (ERAM) wurde 1971 im ehemaligen Kali- und Steinsalzbergwerk Bartensleben (Landkreis Börde, Sachsen-Anhalt) eingerichtet. Seit 2017 wird die Schachtanlage von der Bundesgesellschaft für Endlagerung mbH (BGE) betrieben. Vorheriger Betreiber der Schachtanlage war die Deutsche Gesellschaft zum Bau und Betrieb von Endlagern für Abfallstoffe mbH (DBE) im Auftrag des Bundesamtes für Strahlenschutz. Das Endlager befindet sich seit 2005 im Genehmigungsverfahren zur Stilllegung.

## Geschichte

### Kalibergbau

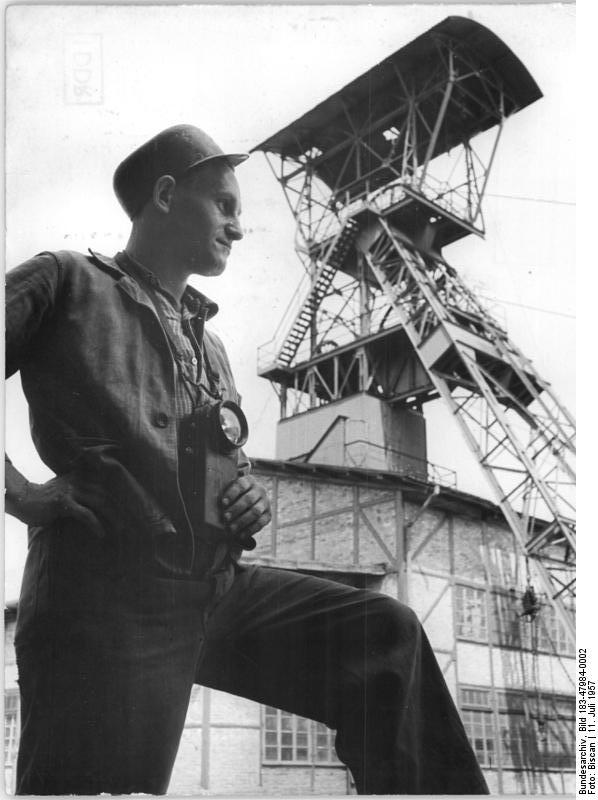
Schacht Bartensleben 1957

Die Anfänge des Salzbergbaus in dieser Region lassen sich bis auf die Zeit vor der Jahrhundertwende zum 19. Jahrhundert zurückverfolgen. Das Abteufen des ersten Kalischachtes – Schacht Marie – begann 1897. Der Schacht Bartensleben wurde von 1910 bis 1912 abgeteuft. Das Grubengebäude der Schachtanlage Bartensleben ist mit der ehemals selbständigen Schachtanlage Marie an mehreren Stellen untertägig verbunden.
→ Hauptartikel Kali- und Steinsalzwerk Bartensleben

### Waffenproduktion und KZ
Von Februar 1944 bis April 1945 mussten im Morslebener Salzstock Zwangsarbeiter und KZ-Häftlinge (ab August 1944: 2.500 deutsche, sowjetische, polnische und französische weibliche KZ-Häftlinge des KZ Ravensbrück) aus dem KZ Beendorf, einem Außenlager des KZ Neuengamme, arbeiten. Sie wurden in den unterirdischen Stollen in mehr als 400 Metern Tiefe zur Produktion von Bauteilen für das Strahlflugzeug Me 262 sowie der Raketen V1 und V2 gezwungen. Die Schächte „Marie“ bei Beendorf und „Bartensleben“ bei Morsleben erhielten damals die Decknamen „Bulldogge“ und „Iltis“.
→ Hauptartikel U-Verlagerung Bulldogge

### Endlager für radioaktive Abfälle
Nach Einstellung der Salzförderung wurde das Salzbergwerk Bartensleben 1970 von der damaligen DDR-Regierung als Endlager für radioaktive Abfälle ausgewählt und als Betriebsteil in die Rechtsträgerschaft des VEB „Kernkraftwerk Rheinsberg“ übernommen. Zuvor (seit 1958) wurde bereits eine Hühnermastanlage im Schacht „Marie“ betrieben und später wurden dort giftige Abfälle gelagert.

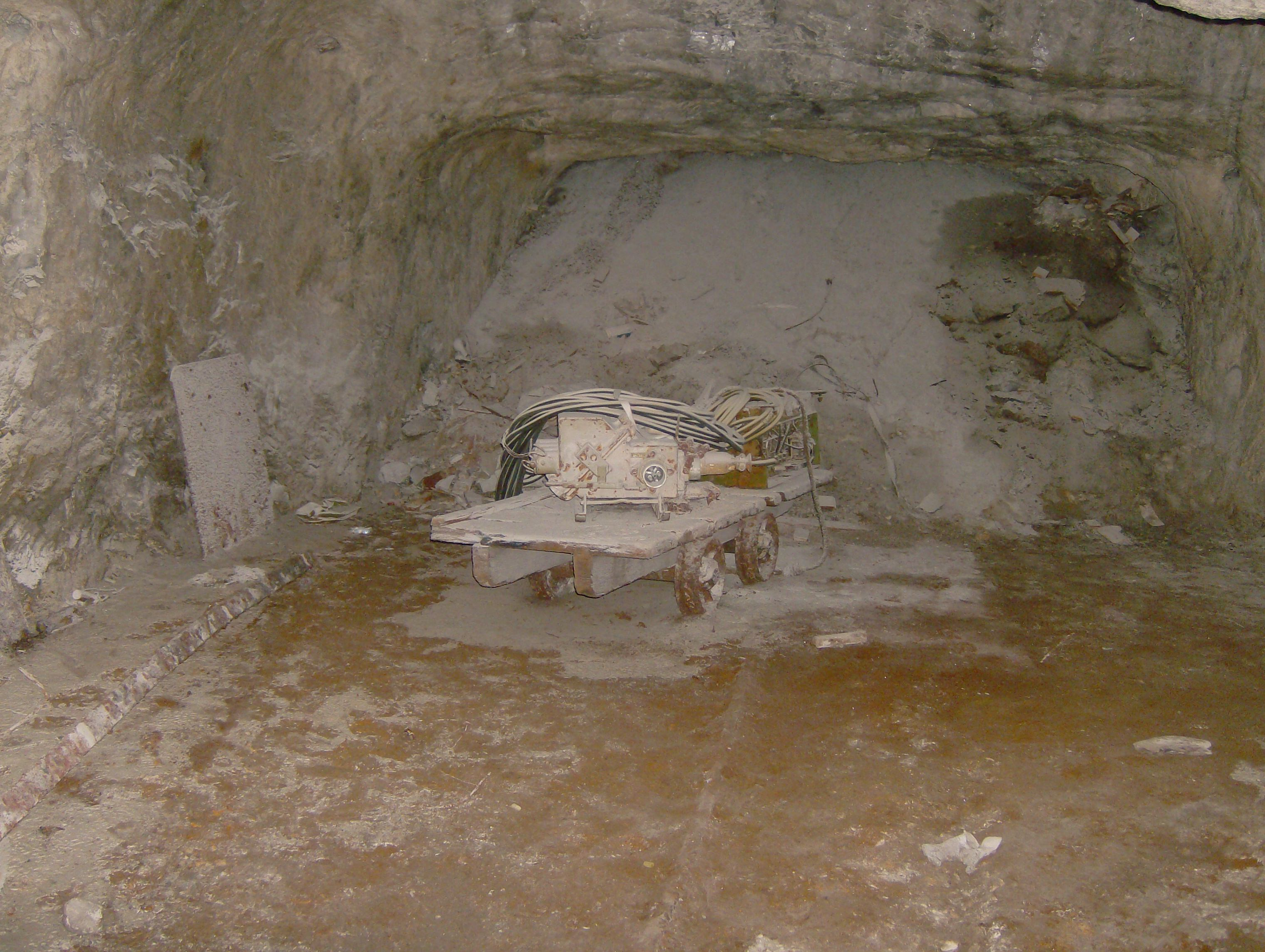
Historische Lore im Salzstock Morsleben in etwa 375 m Teufe

#### Genehmigungen in der DDR
1965 begann die Staatliche Zentrale für Strahlenschutz (SZS) der DDR (später: Staatliches Amt für Atomsicherheit und Strahlenschutz (SAAS)) mit der Suche nach einem zentralen Endlagerstandort für alle Arten radioaktiver Abfälle der Republik. Im Verlauf des Auswahlverfahrens wurden zehn Standorte berücksichtigt. Drei davon kamen in die nähere Auswahl, darunter die Schächte „Bartensleben“ (Morsleben) und „Marie“ (Beendorf). Die Entscheidung für Morsleben als Standort des späteren „Zentralen Endlager Grube Bartensleben“ (ZEGB) fiel 1965. Wichtige Kriterien waren neben dem Endlagermedium Salz die Größe der verfügbaren Hohlräume und die baldige Nutzbarkeit des Bergwerks. Die Standort-Genehmigung wurde 1972/73 erteilt, trotz bekannter Probleme wie Bergstürze und Wassereinbrüche. 
Die erste Teilgenehmigung für die rückholbare Einlagerung von 500 Kubikmetern radioaktiver Abfälle aus dem überfüllten zentralen Zwischenlager der DDR in Lohmen bei Dresden wurde 1971/72 ausgesprochen. Diese Einlagerungen begannen aufgrund ökonomischer Abwägungen noch vor den Umbau-Maßnahmen (Errichtungs-Genehmigung 1974) des Salzbergwerks zum Endlager. In den Folgejahren wurden kleinere Mengen radioaktiver Stoffe eingelagert, obwohl erst 1978/79 die Inbetriebnahme-Genehmigung erteilt wurde.
Die befristete Zustimmung zum Dauerbetrieb wurde am 20. Juni 1981 erteilt und am 22. April 1986 unbefristet ausgesprochen. Eine Stilllegungs-Genehmigung, in deren Rahmen erst der Nachweis der Langzeitsicherheit zu erbringen war, wurde nicht mehr erteilt. Ende der 1980er Jahre liefen die Vorbereitungen für eine weitere Genehmigungsphase, die auch die Einlagerung hochradioaktiver Stoffe ermöglichen sollte. Auch diese Genehmigung kam im Zuge der Deutschen Wiedervereinigung nicht mehr zustande.

### Bezug zu Gorleben
Die Entscheidung des damaligen Ministerpräsidenten von Niedersachsen, Ernst Albrecht (CDU), für den Standort eines bundesdeutschen Endlagers für radioaktive Abfälle bei Gorleben war eine offenbar politische Entscheidung im innerdeutschen Kalten Krieg. Da das DDR-Endlager Morsleben direkt an der niedersächsischen Grenze lag, glaubte man mit gleicher Münze mit dem Standort Gorleben zurückzahlen zu müssen. So erinnert sich der mit der Vorbereitung der Entscheidungen befasste Geologe Gerd Lüttig, der damals Vizepräsident des Niedersächsischen Amts für Bodenforschung war. Das Motiv Albrechts für die Standortwahl war, so Lüttig, „die Ostzonalen richtig zu ärgern.“

### Betrieb im vereinigten Deutschland
Trotz westdeutscher Expertenwarnungen hinsichtlich eines drohenden Wassereinbruchs in das DDR-Atomendlager hielten die Bundesumweltminister der angehenden 1990er Jahre Klaus Töpfer (CDU) und Angela Merkel (CDU) am Standort fest. Eine Kostenvergleichsbetrachtung kam zum Ergebnis, dass der Weiterbetrieb effizienter sei als eine Bergung, letztere war mit 380 Millionen Euro veranschlagt. Die Regierung von Sachsen-Anhalt hielt die Anlage in den 1990er Jahren nicht mehr geeignet als Atomendlager zu fungieren, Angela Merkel verteidigte das Endlager jedoch in einem Schreiben vom 8. Juni 1995 an das Landesumweltministerium „Ihre Auffassung zu den sicherheitstechnischen Gegebenheiten teile ich nicht.“
Die DDR-Einlagerungsgenehmigung wurde von der Bundesregierung im Rahmen der Wiedervereinigung auf zehn Jahre beschränkt. Spätestens danach war eine Zulassung nach bundesdeutschem Atomrecht notwendig, welche durch die gegebenen Sicherheitsprobleme nicht zu erwarten war. 1998 brachte Angela Merkel eine Novelle des Atomgesetzes ein, die das DDR-Recht für das Endlager Morsleben bis 2005 hätte gelten lassen, um die Grube aus Kostengesichtspunkten möglichst lange auf Basis des alten Rechts zu betreiben. Das Oberverwaltungsgericht Magdeburg gab einer Klage des BUND vom November 1997 dagegen im September 1998 statt. Damit war die weitere Einlagerung bis zu einer rechtlichen Klärung untersagt, das Bundesamt für Strahlenschutz als Genehmigungsinhaber setzte die Annahme und Einlagerung radioaktiver Abfälle daraufhin aus. Mit der Aufhebung mehrerer Weisungen des Bundes an das Land Sachsen-Anhalt aus den Jahren bis 1995 hat das Bundesumweltministerium am 9. Mai 2000 einen weiteren Schritt zur dauerhaften Schließung getan.

## Situation heute
Seit dem Stopp der Atommülllagerung in Morsleben 1998 wird das Lager aufwendig stabilisiert, weil es inzwischen als stark einsturzgefährdet gilt. Die Kosten für die Schließung der Grube werden auf 2,2 Milliarden Euro geschätzt. Das Endlager wird heute durch die Bundesgesellschaft für Endlagerung (BGE) betrieben, die atomrechtliche Aufsicht hat das Bundesamt für die Sicherheit der nuklearen Entsorgung (BASE). Genehmigungsbehörde für atomrechtliche Verfahren ist das Umweltministerium in Sachsen-Anhalt.

### Einlagerungen

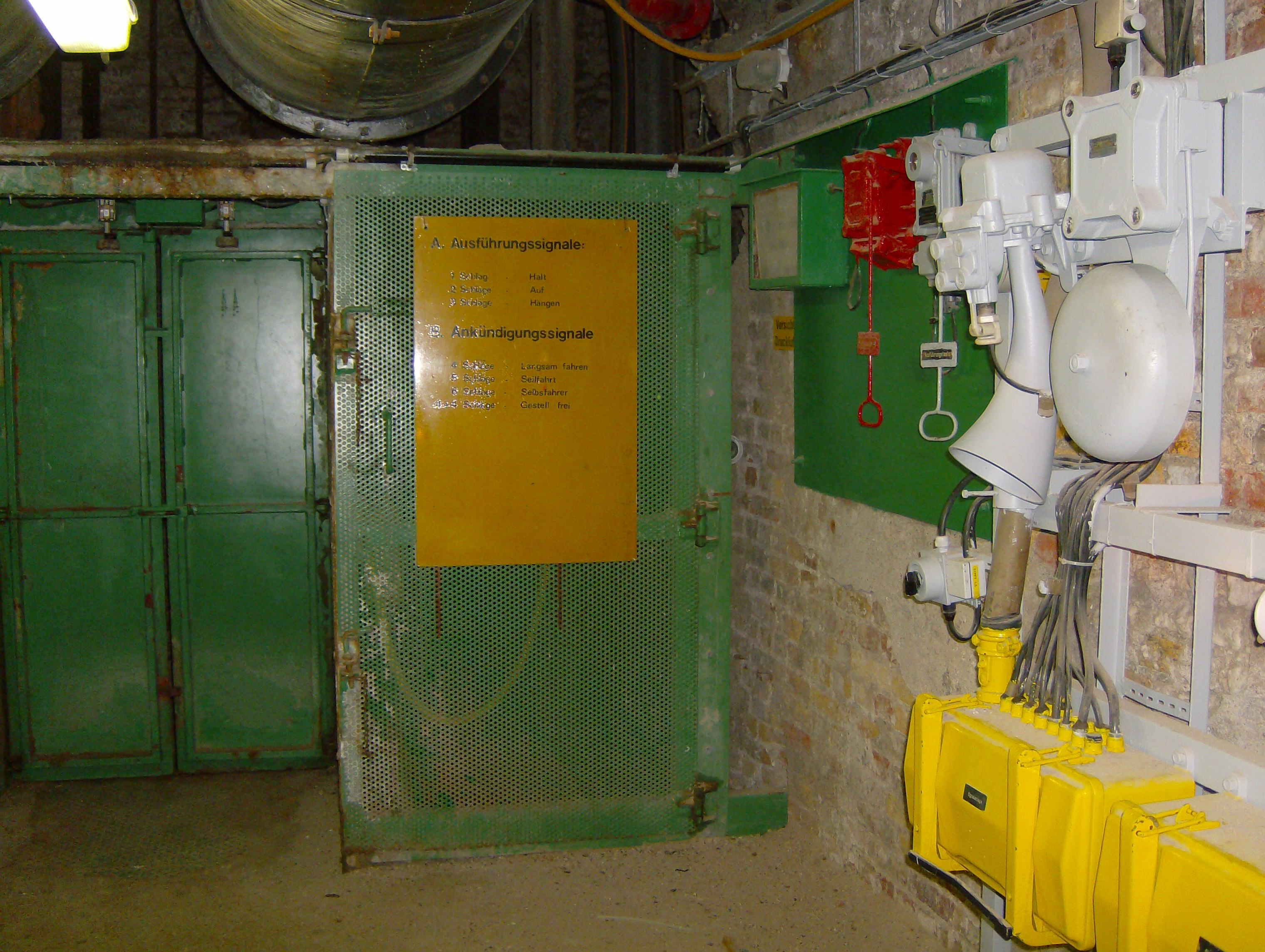
Füllort im Schacht Morsleben in etwa 375 m Tiefe

In der ersten Einlagerungsperiode von 1971 bis Februar 1991 wurden ca. 14.432 Kubikmeter schwach- bzw. mittelradioaktiver Abfall und 6.227 umschlossene Strahlenquellen mit einer Gesamtaktivität von etwa 290 TBq eingelagert. Der Müll stammte vorwiegend aus den Kernkraftwerken Greifswald und Rheinsberg sowie aus dem Rossendorfer Forschungsreaktor. Den Rest stellten vor allem Strahlenquellen und radioaktive Präparate aus der Radionuklid-Anwendung in Forschung, Medizin und Industrie dar. Die Abfälle setzen sich zu 40 % aus festen Abfällen, insbesondere Mischabfälle und verfestigte Verdampferkonzentrate, und zu fast 60 % aus flüssigen Stoffen, im Wesentlichen auch Verdampferkonzentrate, zusammen.
Im Zusammenhang mit der deutschen Wiedervereinigung wurde das Endlager von der Bundesrepublik Deutschland übernommen. Die Zuständigkeit für den Weiterbetrieb wurde auf das Bundesamt für Strahlenschutz (BfS) übertragen. Die bis zu diesem Zeitpunkt unbefristete Genehmigung wurde im Einigungsvertrag auf den 30. Juni 2000 befristet. Die Nutzung des Endlagers wurde vor allem von Gerald Hennenhöfer vorangetrieben, dem damaligen Abteilungsleiter für Reaktorsicherheit und Strahlenschutz des Bundesumweltministeriums. Im Zeitraum von 1994 bis 1998 wurden ungefähr 22.320 m³ radioaktiver Abfälle mit einer Gesamtaktivität von 0,08 TBq in Alphastrahlern und 91 TBq in Beta- und Gammastrahlern in Morsleben eingelagert. Der Müll stammte nun aus dem gesamten Bundesgebiet. Rund 88 % machten hierbei die Betriebsabfälle aus den stillgelegten AKW der DDR in Rheinsberg und Lubmin aus. 3 % des Abfalls stammt aus den Landessammelstellen und weitere 9 % von Forschungseinrichtungen und sonstigen ablieferungspflichtigen Stellen. Auch hier handelte es sich vor allem um Mischabfälle, Verdampferkonzentrate, Harze, hochdruckverpresste Abfälle und umschlossene Strahlenquellen.
Insgesamt wurden bis zur Beendigung des Einlagerungsbetriebs im Jahr 1998 (einschließlich des Zeitraums vor der Wiedervereinigung) mindestens 36.753 m³ niedrig- und mittelradioaktiver Abfälle in Morsleben eingelagert. Dazu kommen mindestens 6.621 (in anderen Quellen sind 6.892 angegeben) umschlossene Strahlenquellen. Die Gesamt-Strahlungsaktivität wird mit etwa 380 TBq angegeben.

### Stilllegung
Der am 13. Oktober 1992 beim Umweltministerium des Landes Sachsen-Anhalt eingereichte Antrag auf Einleitung eines Planfeststellungsverfahrens nach § 9 b AtG für den Weiterbetrieb über den 30. Juni 2000 hinaus wurde am 9. Mai 1997 auf die Stilllegung des Endlagers Morsleben beschränkt.
Am 17. April 2001 verzichtete das Bundesamt für Strahlenschutz (BfS) gegenüber der Planfeststellungsbehörde unwiderruflich auf die Ausnutzung derjenigen Regelungen der Dauerbetriebsgenehmigung, die eine Annahme weiterer radioaktiver Abfälle und deren Einlagerung im Endlager Morsleben gestatten.
Im September 2005 reichte das BfS die Auslegungsunterlagen, wie den Plan zur Stilllegung des ERAM und die Unterlagen zur Umweltverträglichkeitsprüfung bei der zuständigen Behörde des Landes Sachsen-Anhalt, dem Landwirtschafts- und Umweltministerium des Landes, ein. Die Öffentlichkeitsbeteiligung hierzu begann im Oktober 2009 und endete am 21. Dezember 2009. Etwa 12.000 Einwendungen, meist Sammeleinwendungen, wurden bis zu diesem Tag eingereicht. Am 13. Oktober 2011 begann die mündliche Erörterung der Einwendungen.
Das Bergwerk wird derzeit im Offenhaltungsbetrieb geführt. Mit einer Genehmigung für die Stilllegung wurde 2014/2015 gerechnet; die Verfüllung soll 15 bis 20 Jahre dauern.
2017 übernahm die Bundesgesellschaft für Endlagerung (BGE) die Betreiberverantwortung und wurde somit auch Antragstellerin im Genehmigungsverfahren der Stilllegung. Eine Einreichung einer überarbeiteten Stilllegungsplanung ist für 2026 geplant. Frühestens ab 2028 kann es dann zu einem Planfeststellungsbeschluss kommen. Bis dahin muss die Betreibergesellschaft das Bergwerk in einen Offenhaltungsbetrieb überführen und das Endlager stilllegungsfähig halten.
Das Bergwerk wurde zum Teil mit sogenanntem Salzbeton, einer Mischung aus ca. 40 % Salz, aus dem Kaliwerk Zielitz geliefertes Bergesalz, Zement, Kalksteinmehl, Sand und salzgesättigtem Wasser verfüllt bzw. stabilisiert.